# نیلستون
نیلستون (به انگلیسی: Neilston) یک روستا و قصبه در بریتانیا است که در رنفروشر شرقی واقع شده‌است. نیلستون ۵٬۱۶۸ نفر جمعیت دارد.